# 戴安澜
戴安澜（1904年11月25日—1942年5月26日），又名戴炳陽，字衍功，自號海鷗，安徽省无为县人，中華民國著名抗日將領。1924年參加國民革命軍，見到祖國處在危難之中，為表達誓死保衛中華的決心，改名為“安瀾”，取挽巨瀾於既倒之意。国民革命军第五军第二〇〇師師長，以血战昆仑关、遠征缅甸聞名。

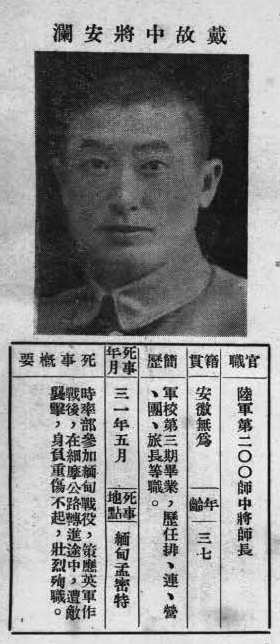
《抗戰軍人忠烈錄》（第一輯）中的戴安瀾烈士遺像

## 生平

### 北伐时期
1924年加入北伐军，当二等兵，1925年入黃埔軍校第三期畢業，翌年參加國民革命軍北伐。先後在教導第二師、第四師、第二五師任連、營、團長等職。北伐剿匪，無役弗從。

### 抗日战争时期

#### 国内
1933年春，日军协同满洲国军全面进攻热河，危及平津，长城抗战爆发，戴安澜当时在國民革命軍十七军第二十五师关麟征部任第三十七旅第一五三團团长，隨軍北上，擔任完備古北口將軍樓迤右至龍兒峪以東五百米之高地線；参加了长城抗战，获得三等云麾勋章一枚。之後累升至旅長。七七事變後，在1938年的鲁南会战中，曾率部在中艾山与日军激战4昼夜，因战功卓著，升任第八十九师副师长。同年8月参加武汉会战。35歲時，升任第五軍第二〇〇師師長。1939年12月，在廣西昆仑关與日军第5師团激烈鏖战，戴安澜指挥有方，重伤不下火线，击毙日军旅团长中村正雄少将，贏得著名的昆仑关大捷。

#### 緬甸
1942年3月，戴安瀾率第二〇〇師西出雲南，入緬甸作戰。他不惜冒孤軍深入的危險，開進同古，逐次接替了英軍的防務。為了掩護英軍安全撤退，充分作好迎戰準備，戴安瀾率部日夜搶修工事，布下三道防線，阻擊遲滯敵軍前進。他在致夫人王荷馨的信中寫道：「余此次奉命固守同古，因上面大計未定，後方聯絡過遠，敵人行動又快，現在孤軍奮鬥，決心全部犧牲，以報國家養育。為國戰死，事極光榮。」他帶頭立下遺囑：
「只要還有一兵一卒，亦需堅守到底。如本師長戰死，以副師長代之，副師長戰死以參謀長代之。參謀長戰死，以某某團長代之。
全師各級指揮官紛紛效仿，誓與同古共存。3月25日，以8,000人挡住日军精锐的第55师团20,000餘众的进攻，取得同古保卫战胜利（今称东吁），贏得中外讚賞。同古保卫战历时12天，第二〇〇师以高昂的斗志与敌鏖战，以牺牲800人的代价，打退了日军20多次冲锋，歼灭敌军4,000多人，俘敌400多人，予敌重创，打出了国威。同古战役后期，由于右翼英军只顾逃命，放任日军长驱直入，左翼国军行动迟缓，以致让日军迅速前出并偷袭成功，致使第五军三面受敌，第二〇〇师一度处于被围歼之势，势不得已，第二〇〇师奉命向北突围。为挽颓势，戴安澜指挥第二〇〇师奋勇夺占棠吉，再立战功。后缅甸战场形势日下，曼德勒会战计划流产，5月8日上午，缅北远征军基地密支那被占日军攻占，与国内的联系被切断，后援断绝，中国远征军有被围歼之势，指揮官杜聿明按蒋介石7日的命令，下令第五军经缅北野人山后撤回国。第三十八师师长孫立人認為撤退路途遙遠，拒絕接受命令，接受中缅印战区美陆军司令兼中国战区总司令蒋介石的参谋长约瑟夫·史迪威的指挥，率所部第三十八师撤往印度。戴安瀾接受撤退命令率領第二〇〇師經缅北野人山、滇西縱谷撤往雲南。日軍沿途追擊第五軍，因地形不利行軍，五軍各部遭受嚴重打擊。5月16日拂晓，第二〇〇師师部在朗科地區行进途中遭敵伏兵袭击，戴安瀾胸、腹部重伤。至5月26日時，因傷口感染嚴重，已糜爛穿孔，由于缅北复杂的地形和连绵的阴雨，戴安澜终因缺乏药物医治，伤口化脓溃烂，戴自知來日無多，命左右衛士將之扶起，隨後向北面高呼「反攻！反攻！中華民國萬歲！」後，故於緬甸茅邦村，享年38歲。
戴安瀾犧牲的消息傳回國，蔣電令：務必將戴師長遺體运回祖國。5月29日，因為天氣炎熱，戴將軍遺體流膿水發臭，不能再繼續行走，又不能留在緬甸，乃決定火化。200师官兵将戴棺材遺體在原木上火化後，揀出遺骨，按部位用綢布包好，裝在木箱裡，跟五九八團團部行進。其遺體由其屬下揹負，隨同部隊撤回雲南。第二〇〇师在撤退回国沿途損失超過2,000人以上。

## 身后

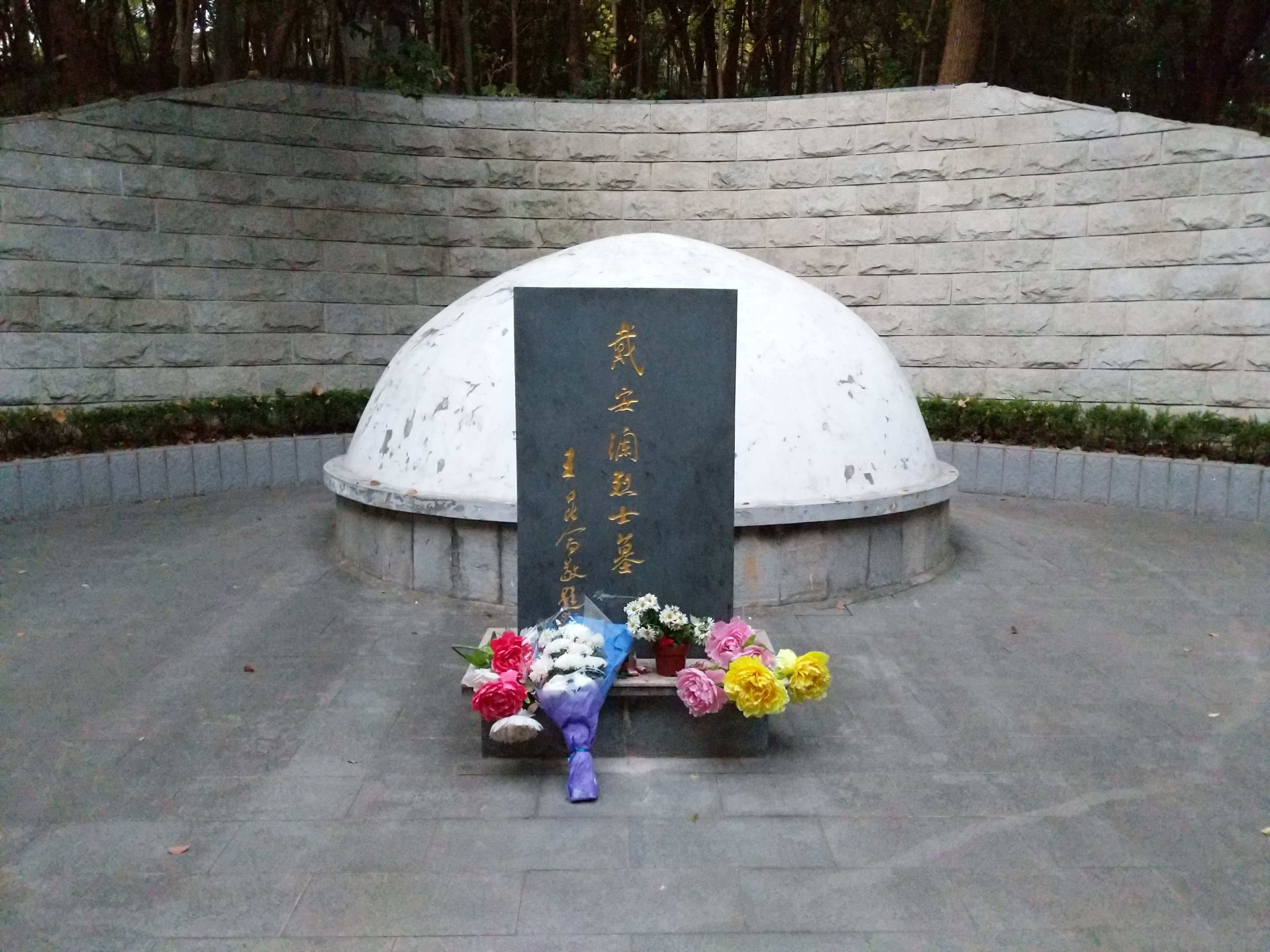
戴安澜烈士墓

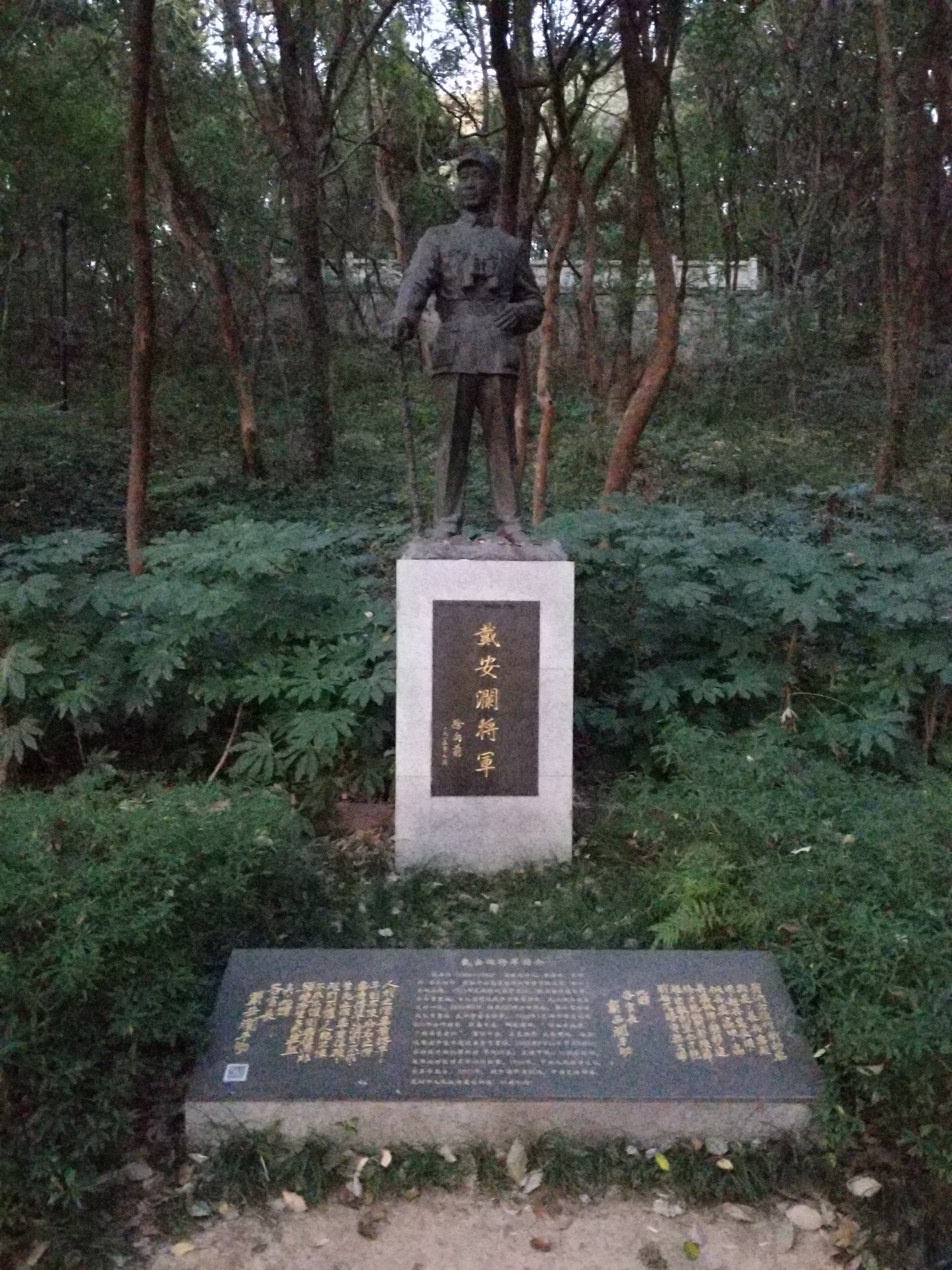
戴安澜将军像

戴安瀾將軍殉國後，中華民國政府於1943年4月1日在廣西全州的湘山寺為其舉行了國葬，並追授陸軍中將；国民政府军事委员会委员长蔣介石以校長身份贈輓聯：「虎頭食肉負雄姿，看萬里長征，與敵周旋欣不忝。馬革裹屍酹壯志，惜大勳未成，虛予期望痛何如？」
中共领导人毛泽东为其赋诗《五律·輓戴安澜将军，五律·海鸥将军千古》：「外侮需人御，将军赋采薇。师称机械化，勇夺虎罴威。浴血東瓜守，驱倭棠吉归。沙场竟殒命，壮志也无违。」（外侮：外國侵略者，指日寇。采薇：《詩·小雅》中有《采薇》篇，其詩描寫戍邊抗擊外族入侵的兵士久歷艱苦，在回鄉的路上又飽受飢寒。虎羆：指敵人。東瓜、棠吉：緬甸地名。烈士英勇抗日，光輝獻身，壯志未酬，雖死猶榮。） ：美國國會授權總統富兰克林·德拉诺·罗斯福頒發第二次世界大戰中外國同盟軍將領之軍團功勳章給戴安瀾將軍 ，他是第一個受此殊榮的中國軍人。
1947年，戴安澜墓迁葬于安徽芜湖赭山公园内。1956年9月21日，中华人民共和国内务部追认戴安澜将军为革命烈士。为纪念戴安澜将军，芜湖市人民政府于1979年重新整修墓地，并树立了石碑。
高雄鳳山黃埔軍校的第二棟宿舍，命名為安瀾樓。
2009年9月10日，在中央宣传部、中央组织部、中央统战部、中央文献研究室、中央党史研究室、民政部、人力资源社会保障部、全国总工会、共青团中央、全国妇联、解放军总政治部等11个部门联合组织的“100位为新中国成立作出突出贡献的英雄模范人物和100位新中国成立以来感动中国人物”评选活动中，戴安澜被评为「100位为新中国成立作出突出贡献的英雄模范人物」。
2014年，列入著名抗日英烈和英雄群体名录。2017年5月26日全国黄埔军校同学会（总会），安徽省、江苏省、上海市黄埔军校同学在安徽芜湖举办爱国抗日名将戴安澜烈士殉国75周年纪念活动。

## 家庭

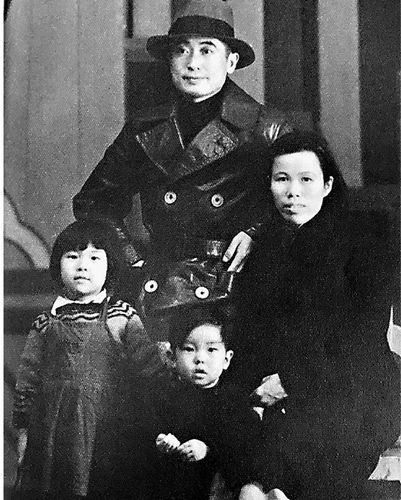
戴安澜、王荷馨夫妇与五岁的戴藩篱、三岁的戴靖东

### 夫人
- 王荷馨。在戴安瀾死後，將國民政府發給的撫恤金捐獻出來，在廣西全州開辦私立安瀾高級工業職業學校。1949年，拒絕民國政府帶其全家一同後撤至台灣的要求，堅持留在大陸，為其夫守墓。1971年，王荷馨去世，与丈夫合葬

### 子女
- 戴复东，长子，中国工程院院士，原同济大学建筑与城市规划学院名誉院长、教授、博士生导师、国家一级注册建筑师，中国建筑学会名誉理事、上海建筑学会名誉理事
- 戴藩篱，长女，上海政协委员
- 戴靖东，次子，原南京理工学院教授
- 戴澄东，三子，原江苏省委统战部副部长，省政协港澳台侨委副主任

## 紀念郵票

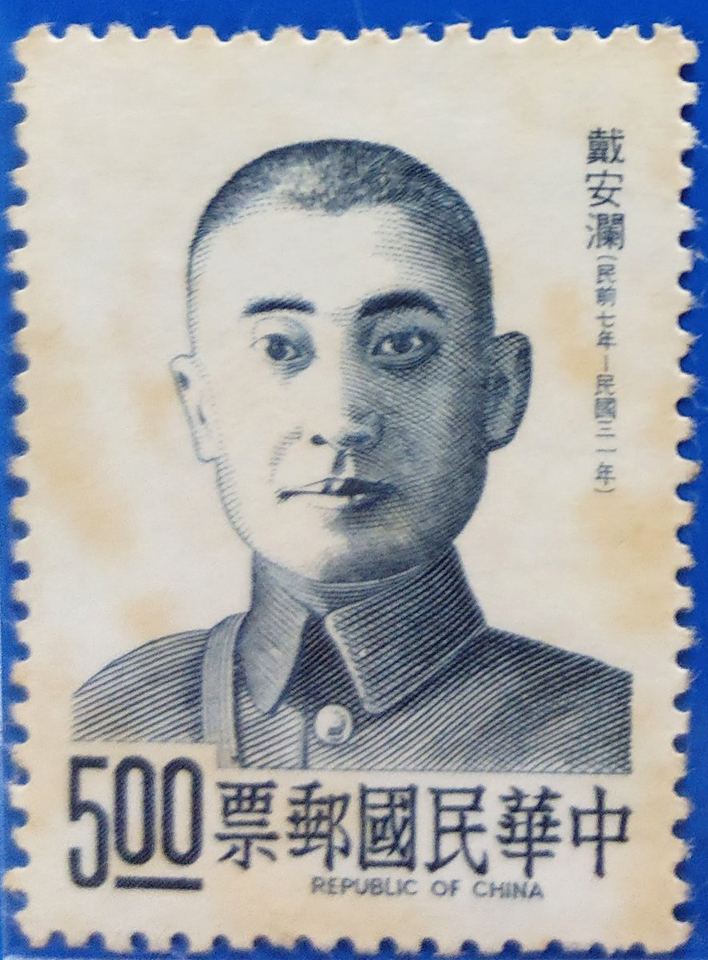
中华民国台湾发行的戴安澜将军邮票

1975年9月3日欣逢抗戰勝利30周年紀念，為宣揚英烈抗日事跡，激發國人愛國思想。中華民國交通部印制發行抗日英烈像郵票一組，編號為-普214，此組郵票共六枚。其中一枚深藍色5元郵票以戴安澜烈士遺像為圖案。此票由中央印制廠以凹版印刷，圖副33X23公厘，齒孔12度，全張100枚，總發行量為2,000,000枚。
交通部郵政總局所遍之中國郵票目錄（民國70年版）對此票圖案說明為：故陸軍中將戴安瀾烈士，號海鷗，安徽無為人。生于民國前7年，卒于民國31年，是年3月25日參與緬甸戰役，與敵激戰與同古，挫敵攻勢；28日敵大軍增援圍攻同古，烈士身先士卒，斃敵3,000余，次日與業達西猛攻北竄之敵，戰績彪炳，樹我印緬遠征軍之聲望。5月25日擊退增援反攻之敵，旋於猛密特意北與敵遭遇，激戰一晝夜，烈士奮勇指揮，身負重傷仍不稍退迄26日，重傷不起，壯烈成仁。

## 脚注
1. ↑  《外侮需人御，将军赋采薇--忆抗日爱国将领戴安澜》一文中戴安澜的出生日期为1905年10月19日
2. 1 2 3 4  .   [2010-05-29]. （原始内容存档于2015-08-29）.
3. ↑  蔣介石單獨召見戴安瀾，詢問第二〇〇師能否在同古堅守一兩週，打個勝仗？戴立正誓言：「此次遠征，係唐明以來揚威國外之盛舉，戴某雖戰至一兵一卒，也必定挫敵兇焰，固守同古。」見《戴安瀾列傳》，北京：解放軍出版社，1988年
4. ↑  上海教育學院組織編，沈起煒主編：《歷史》（八年級第二學期課本），上海教育出版社，ISBN 7-5320-5131-5
5. ↑  美国陆军部颁发给中国远征军第二〇〇师师长戴安澜的军团功勋章和军功荣誉奖状 （页面存档备份，存于）, 中国人民革命军事博物馆
6. ↑  黄埔杂志 2012年第三期 （页面存档备份，存于）, 黄埔军校同学会
7. ↑  王頔. . 新华网. 新华社. 2019-01-20  [2023-12-18]. （原始内容存档于2023-12-18）.
8. ↑  抗日名将戴安澜烈士殉国纪念活动在安徽芜湖举行 （页面存档备份，存于），澎湃新闻。
9. ↑  特116抗日英烈像郵票 （页面存档备份，存于）,中華郵政

## 外部連結
- 戴安瀾將軍─域外死忠第一人（页面存档备份，存于）
- 抗日英雄戴安瀾將軍（页面存档备份，存于）
- 戴安澜之子戴复东赴美寻父勋章记, 《黄埔杂志》 2012年第三期 （页面存档备份，存于）
- 军政人物（页面存档备份，存于）
- 中華郵政 - 特116抗日英烈像郵票（页面存档备份，存于）